# Antiguo Depósito de Aguas de Vitoria
El Antiguo Depósito de Aguas, actualmente parte del Centro Cultural Montehermoso Kulturunea,  es un edificio construido en 1885 en el Campillo, en la parte más alta de la ciudad de Vitoria (Álava, País Vasco), con el fin de almacenar las aguas de la ciudad. El depósito pierde su utilidad en 1986 y se cierra. En 1989  se redacta el primer proyecto de rehabilitación integral del edificio por la arquitecta del Departamento de Centro Histórico Marta Colón Alonso, siendo el director del Departamento de Centro Histórico Luis María Sánchez Íñigo. En 1990 finalizan las mencionadas obras de rehabilitación. 
En 1991, se abre al público para usos culturales, lo que exigió una adecuación general, aunque provisional, de sus instalaciones. 
En 1994 el Ayuntamiento de Vitoria adquiere el Palacio de Montehermoso. El proyecto de rehabilitación realizado entre 1994 y 1997 por los arquitectos Roberto Ercilla, Miguel Ángel Campo y Juan Adrián Bueno incluye la unión del Antiguo Depósito de Aguas con el palacio mediante un subterráneo bajo la calle Santa María. Se proyecta la unión entre ambos edificios, por debajo de la calle Santa María, creando así, además de una concatenación de espacios culturales, una solución a los problemas de accesibilidad al depósito.
Así, desde 1997, ambos edificios constituyen el Centro Cultural Montehermoso Kulturunea. El proyecto incluye también el jardín exterior lo que conforma un equipamiento de carácter singular en un enclave emblemático de la ciudad, en cuyo entorno se encuentran la Catedral de Santa María de Vitoria, el Palacio Escoriaza-Esquivel, el palacio de Villa Suso y el palacio de Bendaña, o el Centro Museo ARTIUM. 

## El abastecimiento de aguas en Vitoria
Los ríos Avendaño, Zapardiel, Txirrio, Errekatxiki y Errekaleor son algunos de los que durante la época medieval, renacentista y barroca abastecieron de agua a la ciudad de Vitoria . Otras fuentes de abastecimiento fueron los pozos (las Ánimas, el Batán,…) e incluso las aguas de la lluvia, recogidas mediante los canalones de las casas.
A finales de siglo XIX, la necesidad de dotar a la ciudad de mayor cantidad de agua y asegurarla para sus ciudadanos motivó una serie de actuaciones ente ellas el intento de construir en 1877 un pozo artesiano en la plaza Vieja (actual plaza de la Virgen Blanca) para lo que se contrató al ingeniero francés M. Alphonse F. Richard.
Los trabajos se iniciaron en noviembre de 1877, el intento fracasó por lo que el sondeo se abandonó en enero de 1882, tras haber llegado a una profundidad de 1.021 m. Los vecinos de la zona tuvieron que aguantar durante más de cuatro años el ruido de la horadación. El esfuerzo fue objeto de mofas y bromas de los vitorianos de aquella época e incluso un distinguido profesor de música, Dimas Uruñuela, compuso un inspirado Zorcico con el título de "El pozo artesiano". Como recuerdo del fallido intento se colocó una losa conmemorativa en la plaza con la inscripción "POZO ARTESIANO, 1021 M. DE PROFUNDIDAD, 1877-1882". Estuvo situada junto al monumento a la Batalla de Vitoria, hasta las obras de remodelación de la Plaza de la Virgen Blanca llevada a cabo en 2008.
Tras ese intento fallido se continuó analizando alguna que otra posibilidad de dotar a Vitoria de un suministro de agua potable suficiente. Así, en 1882 un grupo de es vitorianos creó la Sociedad de traída de Aguas del Gorbea, presidida por Vidal de Arrieta, principal impulsor de la obra, quien ostenta en la actualidad como reconocimiento a su labor, la titularidad de una de las calles del Campillo. En 1883 se logró la concesión de un manantial conocido como la 'Cueva del Agua', situado en las faldas del Gorbea al norte de la localidad de Murua, perteneciente a la jurisdicción del municipio de Cigoitia, con la que se llegó a un acuerdo, respetando los derechos de explotación del agua por parte de otros usuarios, que la utilizaban en aquel momento.
Se encargó el proyecto al ingeniero Ricardo Bellsolá, iniciándose las obras en septiembre de 1882. Las obras duraron dos años y el 21 de septiembre de 1884 se inauguró la traída de aguas. La red penetraba en la ciudad por Portal de Arriaga, pasaba por la Catedral de Santa María y finalizaba en la plaza de Montehermoso, donde se conectaba directamente con la red urbana existente en aquel momento. 
Un año después, en agosto de 1885, se puso en funcionamiento el Depósito de Aguas, en el cual se almacenaban las aguas. La construcción se realizó según el proyecto del arquitecto Jacinto de Arregui, en lo alto de la villa, en el Campillo, frente al antiguo palacio de Montehermoso, en un terreno de más de 1500m2 que, previamente, la Sociedad Traída de Aguas del Gorbea había comprado al Conde de Ezpeleta.
El edificio tenía una capacidad de 5.000 m³, ampliados a 6.000 m³ unos años después. En caso de tener que suministrar el agua a la población se consideraba que permitía distribuir agua durante 12 días. Una importante obra hidráulica para una villa con una población de aproximadamente 20.000 habitantes.
En 1894, la sociedad creada para la traída de aguas era absorbida por el Ayuntamiento. En junio de 1970 se constituyó AMVISA (Aguas Municipales de Vitoria, S.A), que tiene como objeto la prestación del servicio público del ciclo integral de las aguas.

## El Depósito de Aguas
El edificio externamente se presenta sólido con piezas de sillería almohadillada en sus ángulos y en los frentes de sus fachadas de Oriente y Occidente, siendo el resto de ladrillo. Tiene dos puertas de entrada: la principal en la calle Las Escuelas, frente al cantón de San Francisco Javier, y otra en la fachada opuesta. Ambas fachadas son de muros uniformes solo interrumpidos por escasas ventanas y escuetos motivos ornamentales tallados en piedra. En la cubierta, que en el exterior es plana se abrieron hace unos años diversas claraboyas.
Con unas medidas aproximadas de 35mx30mx10m la estructura está compuesta por siete bóvedas rebajadas paralelas sostenidas por seis hileras de arcos de medio punto perpendiculares a dichas bóvedas y apoyados sobre pilastras de sillería. «A pesar de que lo único que se necesitaba era un espacio regular y capaz para el almacenamiento del agua procedente del manantial del Gorbea, la organización del espacio resulta curiosa por la combinación de sencillez, austeridad y belleza formal».
La rehabilitación planteada en 1994 es minimalista. En palabras de los arquitectos: «El edificio tiene unas características idóneas para el uso a que va a ser destinado. Es de planta rectangular, de 1.005 metros cuadrados, formando una gran caja negra, en la que lo insólito de su destino produce singulares valores arquitectónicos. (…) Es nuestra intención que el recinto siga manteniendo el aspecto que dejó el agua, conservar su fantasmal presencia, potenciar al máximo su bella y eficaz composición de bóvedas de ladrillo descansando sobre pilares de piedra».
Las actuaciones más importantes se redujeron a la ejecución de un nuevo pavimento-solera de hormigón pulido, la instalación de paneles DM recubriendo las paredes, la ejecución de una nueva escalera metálica, la sustitución de puertas de acceso y la cubrición de las aperturas de las bóvedas con elementos metálicos a modo de rejas, de tal modo que la única compartimentación interior realizada se encuentra bajo la nueva escalera para albergar el cuadro eléctrico. «Nuestra actuación constituye una fase intermedia entre la consolidación de este espacio especializado a exposiciones y acontecimientos públicos».
Desde 1998 el Depósito de Aguas está incluido en la relación de edificios del Casco Histórico de Vitoria reconocido como Bien Cultural, con la categoría de Conjunto Monumental, del País Vasco.